# Eskil
Eskil là một huyện thuộc tỉnh Aksaray, Thổ Nhĩ Kỳ. Huyện có diện tích 1369 km² và dân số thời điểm năm 2007 là 26286 người, mật độ 19 người/km².